# Masei Amosa
Masei Amosa (ur. 24 maja 1988) – samoański piłkarz występujący na pozycji obrońcy. W 2012 roku wziął udział w Pucharze Narodów Oceanii.